# GirlsAward
『GirlsAward』（ガールズアワード、略称：ガルアワ）は、日本のファッションイベント。若年女性向けのリアル・クローズを対象としたファッションショー、服飾製品販売、ならびに音楽ライブをコンテンツとしている。

## 略歴
株式会社Award（代表取締役：長谷勇希）は、2009年の9月に『GirlsAward 2009』を渋谷O-EASTにて開幕。著名なモデルやグラビアアイドルを出演者に迎え、各種ブランドのファッションショーに音楽ライブやDAM★とものオーディションなどを盛り込んだイベントとなった
翌2010年の5月に国立代々木競技場第一体育館を場として後続『Girls Award 2010』が開幕。『GirlsAward 2010』では前回のようなグラビアアイドルのファッションショーやカラオケイベントを廃止。先例となる神戸コレクションや東京ガールズコレクションに倣った内容へと変更した。ファッションモデルと歌手のライブに内容を純化したうえで、会場を代々木第一体育館に移し大規模化させた。さらに主催者にフジテレビを加え、東京ガールズコレクションなどと同じく政府機関や自治体などの後援を受け、「ファッションと音楽の融合」をテーマに「渋谷からアジアへ。そして世界へ。」のキャッチコピーを採用。この2010年5月の回を第1回として、以降、同様の内容で開催されている。
回を重ねるごとに来場者数が増加し、第4回『GirlsAward 2011 AUTUMN/WINTER』では30,000人を突破。2012年には大韓民国のファッションとKポップをフィーチャーした「KISS supported by GirlsAward」を大韓民国のテレビ局「MBC」と共催、これが好調な集客数を計上したことなどから同年11月の秋冬公演は初の平日開催となり、またそれに先立ち「URBAN GROOVE」、翌日に「GirlsAward Night」と、3日間連続で開催。過去最多にあたる32,500人の来客数を記録した。
2013年には楽天との業務提携を締結。初の公式EC（電子商取引）パートナーとなった同社の通販サイト「楽天ブランドアベニュー」において、ショーと連動させた形での参加ブランド製品の販売がさっそく始動した。
2014年の第9回『GirlsAward 2014 SPRING/SUMMER』でも、34,100人の来場者数で過去最多記録を更新。
2015年4月開催の春夏公演でGirlsAwardは5周年を迎えた。
同年10月24日に行われた秋冬公演には、トップバッターで北川景子が登場し来場者34,000人を熱狂させた。
また、翌日10月25日にはスピンオフとしてJS向けイベント『JuniAward』を初開催。8,800人を動員した。
2017年9月16日、第16回目となる『Rakuten GirlsAward 2017 AUTUMN/WINTER』では、会場を幕張メッセにうつし、パワーアップをしての開催となった。ランウェイのトップバッターには広瀬アリス・広瀬すずが登場。初めて姉妹でのランウェイを披露した。さらに、乃木坂46やシークレットアーティストとして登場したE-girlsやTAEMINなど、人気アーティストによるライブも行われ、来場者31,000人を熱狂させた。また、今をときめくスペシャルゲストとして、トレンディエンジェルや高橋真麻などもステージに駆けつけ、メディアでも大きな話題となった。

## 開催歴
| 回数   | タイトル                                              | 開催年月日            | テーマ                               | 出典   |
| ------ | ----------------------------------------------------- | --------------------- | ------------------------------------ | ------ |
| 第1回  | Girls Award 2010                                      | 2010年5月22日         |                                      |        |
| 第2回  | Girls Award JAPAN 2010 AUTUMN/WINTER by CROOZ blog    | 2010年9月18日         |                                      |        |
| 第3回  | Girls Award by CROOZ blog 2011 SPRING/SUMMER          | 2011年4月29日         | COLOUR                               |        |
| 第4回  | GirlsAward by CROOZ blog 2011 AUTUMN/WINTER           | 2011年11月12日        | Adventure                            | [ 6 ]  |
| 番外   | Kiss supported by Girls Award                         | 2012年1月25日 - 27日  |                                      | [ 7 ]  |
| 第5回  | GirlsAward 2012 SPRING/SUMMER                         | 2012年5月26日         | All you need is LOVE                 | [ 8 ]  |
| 番外   | a-nation musicweek collection supported by GirlsAward | 2012年8月4・5・6・8日 |                                      | [ 9 ]  |
| 番外   | URBAN GROOVE                                          | 2012年11月7日         |                                      |        |
| 第6回  | GirlsAward 2012 AUTUMN/WINTER                         | 2012年11月8日         | FANTASTIC DISCO CITY                 | [ 10 ] |
| 番外   | GirlsAward Night                                      | 2012年11月9日         |                                      | [ 11 ] |
| 第7回  | GirlsAward 2013 SPRING/SUMMER                         | 2013年3月23日         | Sweet Splash Garden                  | [ 12 ] |
| 番外   | a-nation&GirlsAward island collection                 | 2013年8月3日 - 11日   |                                      |        |
| 第8回  | GirlsAward 2013 AUTUMN/WINTER                         | 2013年9月28日         | CINEMA PARADISE                      | [ 13 ] |
| 第9回  | GirlsAward 2014 SPRING/SUMMER                         | 2014年4月19日         | Flower Pallet                        |        |
| 第10回 | GirlsAward 2014 AUTUMN/WINTER                         | 2014年10月1日         | LOVE ME 10DER. LOVE ME TENDER.       | [ 14 ] |
| 第11回 | GirlsAward 2015 SPRING/SUMMER                         | 2015年4月29日         | Girls Radio Station                  | [ 15 ] |
| 第12回 | GirlsAward 2015 AUTUMN/WINTER                         | 2015年10月24日        | Star falling FIREWORKS               | [ 16 ] |
| 番外   | JuniAward by Harajuku Mate                            | 2015年10月25日        |                                      | [ 4 ]  |
| 第13回 | GirlsAward 2016 SPRING/SUMMER                         | 2016年4月9日          | Daydreaming Outfitters               | [ 17 ] |
| 第14回 | GirlsAward 2016 AUTUMN/WINTER by マイナビ             | 2016年10月8日         | Winter Wonderland                    | [ 18 ] |
| 第15回 | マイナビ GirlsAward 2017 SPRING/SUMMER                | 2017年5月3日          | Girls！Girls！Girls！                | [ 19 ] |
| 第16回 | Rakuten GirlsAward 2017 AUTUMN/WINTER                 | 2017年9月16日         |                                      | [ 20 ] |
| 第17回 | Rakuten GirlsAward 2018 SPRING/SUMMER                 | 2018年5月19日         | MATSURI JYOSHI                       | [ 21 ] |
| 第18回 | Rakuten GirlsAward 2018 AUTUMN/WINTER                 | 2018年9月16日         | Heart Warming                        | [ 22 ] |
| 第19回 | Rakuten GirlsAward 2019 SPRING/SUMMER                 | 2019年5月18日         | Onedari Fantasy                      | [ 23 ] |
| 第20回 | Rakuten GirlsAward 2019 AUTUMN/WINTER                 | 2019年9月28日         | KIRA KIRA CELEBRATION                | [ 24 ] |
| 番外   | Tokyo Virtual Runway Live by GirlsAward vol.1         | 2020年6月27日         |                                      | [ 25 ] |
| 第21回 | Rakuten GirlsAward 2022 SPRING/SUMMER                 | 2022年5月14日         | STAY GOLD 〜 Keep on girls story 〜  | [ 26 ] |
| 第22回 | Rakuten GirlsAward 2022 AUTUMN/WINTER                 | 2022年10月8日         | Come on Happy Time! Share Happiness! | [ 27 ] |
| 第23回 | Rakuten GirlsAward 2023 SPRING/SUMMER                 | 2023年5月4日          | Happy Shower                         | [ 28 ] |
| 第24回 | Rakuten GirlsAward 2023 AUTUMN/WINTER                 | 2023年9月30日         | 美美樂樂                             |        |
| 第25回 | Rakuten GirlsAward 2024 SPRING/SUMMER                 | 2024年5月3日          | TOKIMEKI GALAXY TRIP                 |        |
| 第26回 | Rakuten GirlsAward 2025 SPRING/SUMMER                 | 2025年5月3日          | Play Your Style -8bit Dreams-        |        |